# 2024年电动方程式赛车世锦赛中国大奖赛
2024年电动方程式赛车世锦赛中国大奖赛是2024年5月25日至26日在中华人民共和国上海市上海国际赛车场举行的電動方程式比賽。2024年上海大獎賽也是2023－24年世界電動方程式錦標賽的第11和第12場比赛，也是上海电动大奖赛的首场赛事。
第一场比赛的冠軍是捷豹車隊的米奇·埃文斯，帕斯卡·韋亞連和尼克·卡西迪分别获得第二名和第三名。
第二场比赛由泰格豪雅保时捷电动方程式车队的安東尼奧·費利克斯·達·科斯塔获得冠軍， 杰克·休斯和诺曼·纳托分别获得第二名和第三名。